# Monti di Mignano Montelungo
Monti di Mignano Montelungo este o arie protejată (arie specială de conservare — SAC, sit de importanță comunitară — SCI) din Italia întinsă pe o suprafață de 2.487 ha, integral pe uscat.

## Localizare
Centrul sitului Monti di Mignano Montelungo este situat la coordonatele 41°23′11″N 13°56′04″E / 41.386389°N 13.934444°E.

## Înființare
Situl Monti di Mignano Montelungo a fost declarat sit de importanță comunitară în mai 1995 pentru a proteja 10 specii de animale. Situl a fost protejat și ca arie specială de conservare în mai 2019.

## Biodiversitate
Situată în ecoregiunea mediteraneană, aria protejată conține 7 habitate naturale: Păduri de fag din Apenini cu Taxus și Ilex, Pajiști uscate seminaturale și facies de acoperire cu tufișuri pe substraturi calcaroase (Festuco-Brometalia) (* situri importante pentru orhidee), Pante stâncoase calcaroase cu vegetație casmofită, Pajiști uscate seminaturale și facies de acoperire cu tufișuri pe substraturi calcaroase (Festuco-Brometalia) (* situri importante pentru orhidee), Păduri de Quercus ilex și Quercus rotundifolia, Pseudostepă cu ierburi și specii anuale de Thero-Brachypodietea, Tufărișuri termo-mediteraneene și de pre-deșert.
La baza desemnării sitului se află mai multe specii protejate:
- păsări (6): porumbel gulerat (Columba palumbus), sfrâncioc roșiatic (Lanius collurio), sitar de pădure (Scolopax rusticola), turturică (Streptopelia turtur), mierlă (Turdus merula), sturz-cântător (Turdus philomelos)
- mamifere (3): liliac cărămiziu (Myotis emarginatus), liliacul mare cu potcoavă (Rhinolophus ferrumequinum), liliacul mic cu potcoavă (Rhinolophus hipposideros)
- reptile (1): șarpele cu patru dungi (Elaphe quatuorlineata)

Pe lângă speciile protejate, pe teritoriul sitului au mai fost identificate 2 specii de amfibieni, 3 specii de reptile.